# توکسان‌سونگ
1. ↑  http://www.heritage.go.kr/heri/cul/culSelectDetail.do?pageNo=1_1_2_0&VdkVgwKey=13,01400000,31

توکسان‌سونگ ( کره‌ای: 독산성; هانجا: 禿山城; لاتین‌نویسی اصلاح‌شده: Doksanseong : 독산성

; هانجا : 禿山城

; آر آر : دوکسانسئونگ

) یا قلعه دوکسان یک قلعه تپه‌ای کره‌ای مدرن اولیه است که در اوسان ، کره جنوبی واقع شده است. این شهر به خاطر محاصره توکسان در سال ۱۵۹۳ قابل توجه است، که طی آن نیروهای مهاجم ژاپنی نتوانستند ژنرال گوون یول را در جنگ ایمجین شکست دهند. در داخل قلعه، بناهای تاریخی مهمی مانند معبد بودایی بوجک و سمادائه، بنای یادبود پیروزی گوون یول، وجود دارد. این مکان به عنوان یک مکان تاریخی کره جنوبی تعیین شده است.  هر ساله در ماه سپتامبر، جشنواره سالانه فرهنگ و هنر دوکسان‌سونگ در نزدیکی این قلعه برگزار می‌شود.